# Russian Trading System
RTS (Российская торговая система (PTC) / Russian Trading System) était une bourse de valeurs, fondée à Moscou en 1995 sur le modèle du Nasdaq américain afin de regrouper les marchés de valeurs épars présents alors en Russie.

## Histoire
Elle capitalisait, en juin 2006, 687 milliards de dollars, dont les actions de Gazprom, Rosneft, Lukoil.
En 2011, elle a fusionné avec MICEX pour former la bourse de Moscou.

## Fonctionnement
L´index RTS est l’équivalent russe du CAC 40 français.
Les cotations ont lieu de 10 h 30 à 18 h MSK (heure de Moscou).